# Bulgaarse parlementsverkiezingen 1962

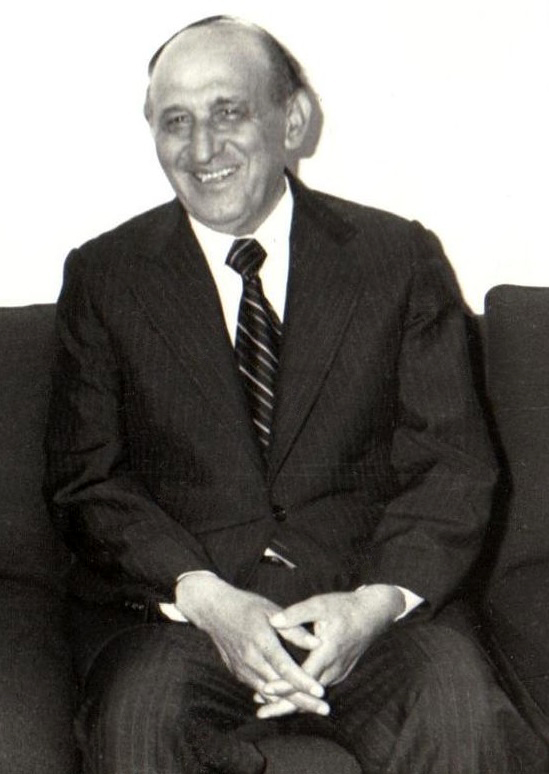
Todor Zjivkov (1911-1998), leider van Bulgarije sinds 1954

De Bulgaarse parlementsverkiezingen van 1962 waren op basis van een eenheidslijst van het door de communisten gedomineerde Vaderlands Front en vonden plaats op 25 februari  van dat jaar. Het Vaderlands Front kreeg 99,71% van de stemmen.

## Uitslag
| Partij                                                  | Stemmen   | %       | Zetels    |
| ------------------------------------------------------- | --------- | ------- | --------- |
| Vaderlands Front (BKP, BZNS, onafhankelijke kandidaten) | 5.461.224 | 99,97%  | 321 / 321 |
| Tegen                                                   | 1.668     | 0,03    | 0 / 321   |
| Totaal                                                  | 5.462.892 | 100,00% | 321       |
|                                                         |           |         |           |
| Geldige stemmen                                         | 5.462.892 | 99,93%  |           |
| Blanco/ ongeldige stemmen                               | 3.625     | 0,07%   |           |
| Totaal uitgebrachte stemmen                             | 5.466.517 | 100,00% |           |
| Geregistreerde kiezers/ opkomst                         | 5.482.607 | 99,71%  |           |
| Bron: Nohlen & Stöver                                   |           |         |           |